# 一緒にかえろう
『一緒にかえろう』（いっしょにかえろう）は、矢直ちなみによる日本の漫画作品。4コマ漫画形式。『まんがタイムファミリー』（芳文社）にて、2008年10月号より2011年6月号にかけて連載。連載当初はゲスト扱いであった。コミックスは同社の『まんがタイムコミックス』より既刊1巻。

## あらすじ
小学4年生の夏休みに知り合い、仲良くなった春と詩緒。夏休みの終わりに詩緒は転校してしまい、その後は文通を続けていた。そして6年が経ち、詩緒が春が通う高校へと転入してくる。再会した2人は友情を育み、成長していく。

## 主な登場人物
時沢 春（ときざわ はる）
本作の主人公。小4の夏休みに詩緒と知り合い、一目惚れ（詩緒のことを男の子だと思ったため）。詩緒が転校してからは文通を続けており、高校に転入して来た詩緒と再会する。詩緒が女だった（その上胸が大きかった）ことについては一度はショックを受けていたが、そのまま親友になる。
少々ガサツな性格。よく口が「3」の形になる。詩緒が周囲に溶け込めるよう後押ししている。
近藤 詩緒（こんどう しお）
もう一人の主人公。春とは小4の夏休みに知り合い、その後転校してからは文通友達に。春のクラスに転入してくる。小4時はボーイッシュな格好の上に一人称が「オレ」だったため、春には再会するまで男の子だと思われていた。現在は胸も成長しており、髪を伸ばしている。
両親が8年前に離婚しており、父親に引き取られていたが、母親と暮らすために春の住む町へと引っ越して来た。父が住まいを転々としていたため、本人も転校を繰り返しており、なかなか周囲に溶け込めない性格になってしまった。自衛のためもあって一見とっつきにくく見られるが、本当は泣き虫。春との再会、そして真名たちとの交流により、少しずつ成長していこうとしている。
雪倉 真名（ゆきくら まな）
春たちのクラスメートで春の幼なじみ。詩緒が転入して来た当初は詩緒のことを怖がったり、春をとられたと感じて嫉妬を感じたりもしていたが、打ち解けてからは春や詩緒のフォローをするようになる。笑顔で怒るので怖がられている。5人姉弟の長女でバイトもするしっかり者。
大沢 葉月（おおさわ はづき）
春たちのクラスメートで春とは小学校からの付き合い。春のことが好き。4歳になる双子の弟がいる。
伊藤（いとう）
春たちのクラスメート。お調子者。詩緒に好意を抱いており、その照れ隠しで詩緒のことを長い間「ボインちゃん」と呼び続けていたが、その後「近ちゃん」と呼ぶようになる（「近藤さん」と呼ぶのは恥ずかしいらしい）。
杉山（すぎやま）
春たちのクラスメート。詩緒によく意地悪な言動をとる。伊藤に好意を抱いている。
奈緒（なお）
詩緒の姉。妹とは違ってキツイことも言うが、姉として妹の成長を見守っている。
夏（なつ）
春の弟。真名の一番上の弟と同級生。

## 書誌情報
- 矢直ちなみ『一緒にかえろう』 芳文社〈まんがタイムコミックス〉、既刊1巻（2010年5月7日現在）
  1. 2010年5月22日発行（5月7日発売[1]）、ISBN 978-4-8322-6849-4